# Лузиания
Лузиания (порт. Luziânia) — муниципалитет в Бразилии, входит в штат Гояс. Составная часть мезорегиона Восток штата Гойяс. Входит в экономико-статистический микрорегион Энторну-ду-Дистриту-Федерал. Население составляет 187 262 человека на 2006 год. Занимает площадь 3961,536 км². Плотность населения — 47,3 чел./км².
Праздник города — 13 декабря.

## История
Город основан 13 декабря 1746 года.

## Статистика
- Валовой внутренний продукт на 2004 год составляет 1 100 160 102,00 реалов (данные: Бразильский институт географии и статистики).
- Валовой внутренний продукт на душу населения на 2004 год составляет 6354,00 реала (данные: Бразильский институт географии и статистики).
- Индекс развития человеческого потенциала на 2000 год составляет 0,756 (данные: Программа развития ООН).

## География
Климат местности: горный тропический.